# Jürgen Radebold
Jürgen Radebold (* 4. März 1939 in Berlin) ist ein deutscher Chemieingenieur und Landespolitiker (SPD). Er gehörte dem Abgeordnetenhaus von Berlin von 1995 bis 2006 an.

## Biografie
Jürgen Radebold absolvierte in der DDR nach seinem Abitur 1957 eine Ausbildung zum Chemielaborant und bildete sich bis 1962 zum Chemieingenieur weiter. Er war dann beim VEB Berlin Chemie tätig.

## Politik
Nach seinem Eintritt in die SPD amtierte er von 1991 bis 2004 als Geschäftsführer beim SPD-Landesverband Berlin.
Radebold war von 1990 bis 1995 Mitglied der Bezirksverordnetenversammlung im Bezirk Köpenick und dort bis 1995 Fraktionsvorsitzender. Anschließend erhielt er ein Mandat im Berliner Abgeordnetenhaus, dem er, jeweils über die Bezirksliste gewählt, bis 2006 angehörte.